# ناحیه شومگ
ناحیهٔ شومگ (به مجاری:  Sümegi járás) یک ناحیه در مجارستان است که در وسپرم واقع شده‌است و ۳۰۶٫۴۸ کیلومتر مربع مساحت و ۱۵٬۳۵۸ نفر جمعیت دارد.